# Miha Gregorič
Miha Gregorič (San Pietro, 22 agosto 1989) è un calciatore sloveno, di ruolo difensore, attualmente svincolato.

## Statistiche

### Presenze e reti nei club
Statistiche aggiornate al 31 agosto 2019.
| Stagione        | Squadra         | Campionato      | Campionato | Campionato | Coppe nazionali | Coppe nazionali | Coppe nazionali | Coppe continentali | Coppe continentali | Coppe continentali | Altre coppe | Altre coppe | Altre coppe | Totale | Totale |
| Stagione        | Squadra         | Comp            | Pres       | Reti       | Comp            | Pres            | Reti            | Comp               | Pres               | Reti               | Comp        | Pres        | Reti        | Pres   | Reti   |
| --------------- | --------------- | --------------- | ---------- | ---------- | --------------- | --------------- | --------------- | ------------------ | ------------------ | ------------------ | ----------- | ----------- | ----------- | ------ | ------ |
| 2008-2009       | Gorica          | 1. SNL          | 1          | 0          | CS              | 0               | 0               | -                  | -                  | -                  | -           | -           | -           | 1      | 0      |
| 2009-2010       | Gorica          | 1. SNL          | 14         | 0          | CS              | 0               | 0               | UEL                | 0                  | 0                  | -           | -           | -           | 14     | 0      |
| 2010-2011       | Gorica          | 1. SNL          | 11         | 0          | CS              | 0               | 0               | UEL                | 1                  | 0                  | -           | -           | -           | 12     | 0      |
| 2011-2012       | Gorica          | 1. SNL          | 26         | 2          | CS              | 4               | 0               | -                  | -                  | -                  | -           | -           | -           | 30     | 2      |
| 2012-2013       | Gorica          | 1. SNL          | 29         | 0          | CS              | 4               | 0               | -                  | -                  | -                  | -           | -           | -           | 33     | 0      |
| 2013-2014       | Koper           | 1. SNL          | 18         | 1          | CS              | 0               | 0               | -                  | -                  | -                  | -           | -           | -           | 18     | 1      |
| 2014-2015       | Koper           | 1. SNL          | 28         | 1          | CS              | 4               | 1               | UEL                | 3                  | 0                  | -           | -           | -           | 35     | 2      |
| Totale Koper    | Totale Koper    | Totale Koper    | 46         | 2          |                 | 4               | 1               |                    | 3                  | 0                  |             | -           | -           | 53     | 3      |
| 2015-2016       | Gorica          | 1. SNL          | 13         | 1          | CS              | 1               | 0               | -                  | -                  | -                  | -           | -           | -           | 32     | 0      |
| 2016-2017       | Gorica          | 1. SNL          | 31         | 2          | CS              | 3               | 0               | UEL                | 2                  | 0                  | -           | -           | -           | 36     | 2      |
| 2017-2018       | Gorica          | 1. SNL          | 26         | 0          | CS              | 5               | 0               | UEL                | 4                  | 0                  | -           | -           | -           | 35     | 0      |
| Totale Gorica   | Totale Gorica   | Totale Gorica   | 151        | 5          |                 | 17              | 0               |                    | 7                  | 0                  |             | -           | -           | 159    | 4      |
| set. 2018-2019  | Fidelis Andria  | D               | 24         | 0          | CI-D            | -               | -               | -                  | -                  | -                  | -           | -           | -           | 24     | 0      |
| 2019-2020       | Cjarlins Muzane | D               | 0          | 0          | CI-D            | 0               | 0               | -                  | -                  | -                  | -           | -           | -           | 0      | 0      |
| Totale carriera | Totale carriera | Totale carriera | 221        | 7          |                 | 21              | 1               |                    | 10                 | 0                  |             | -           | -           | 252    | 8      |

## Palmarès

### Club

#### Competizioni nazionali
- Coppa di Slovenia: 1

Koper: 2014-2015